# San-Martino-di-Lota
 San-Martino-di-Lota  là một xã ở tỉnh Haute-Corse trên đảo Corse, Pháp. Xã này có diện tích 9,54 km², dân số năm 1999 là 2530 người. Khu vực này có độ cao trung bình 260 mét trên mực nước biển.